# Menzingen
Menzingen é uma comuna da Suíça, no Cantão Zug, com cerca de 4.244 habitantes. Estende-se por uma área de 27,63 km², de densidade populacional de 154 hab/km². Confina com as seguintes comunas: Baar, Hirzel (ZH), Hütten (ZH), Neuheim, Oberägeri, Schönenberg (ZH), Unterägeri.
A língua oficial nesta comuna é o Alemão.